# Zagoréta-Gadouan
Zagoréta est une localité de l'ouest de la Côte d'Ivoire et appartenant au département de Daloa, dans la Région du Haut-Sassandra. Zagoréta est un village de la Sous-préfecture de Gadouan, dans la commune de Gadouan.

## Sports
La localité compte un club de football, le US Gadouan, qui évolue en Championnat de Côte d'Ivoire de football D3.